# آب سبزیجات

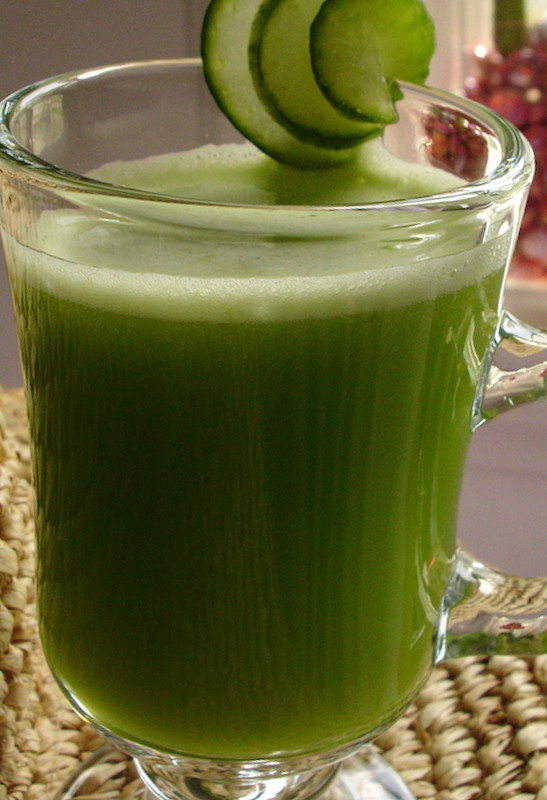
آب خیار، کرفس و سیب

آب سبزیجات نوشیدنی است که از مخلوطی از سبزیجات درست شده و به صورت پودر هم در دسترس است. در آب سبزیجات معمولاً میوه‌هایی مثل سیب یا انگور را هم برای بهتر کردن طعم آن اضافه می‌کنند. معمولاً در تبلیغات این نوشیدنی را به عنوان جایگزین کم قند آب میوه محسوب می‌کنند، گرچه بعضی از مارک‌های تجاری از آب میوه به عنوان شیرین‌کننده استفاده می‌کنند و ممکن است سدیم زیادی هم داشته باشند.

## آب سبزیجات خانگی

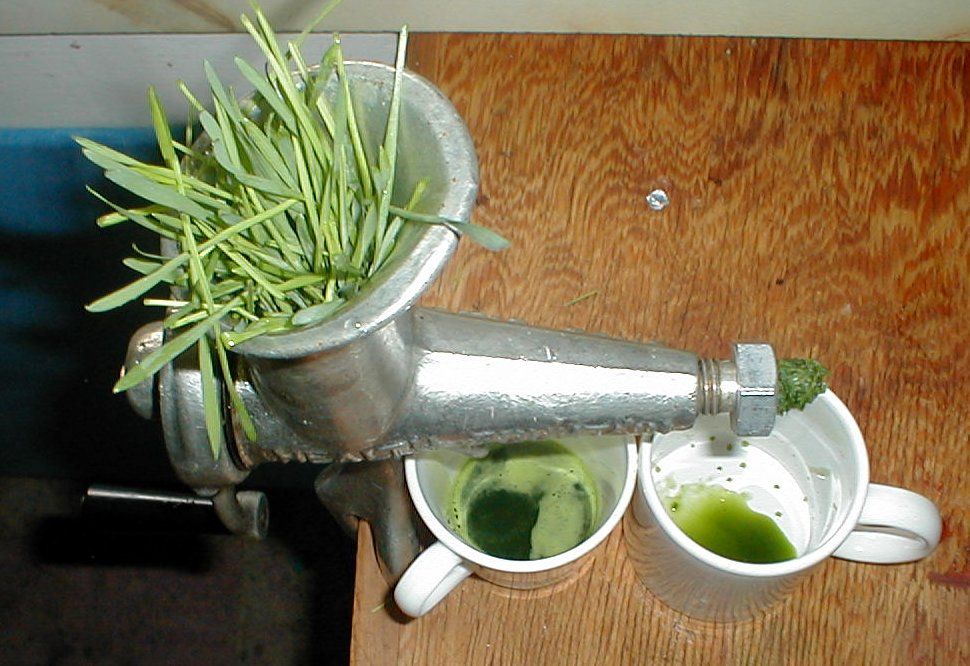
گرفتن آب جوانه‌های گندم

ساخت سبزیجات در خانه جانشینی برای خرید آب سبزیجات تجاری است و ممکن است موجب افزایش رژیم‌های غذایی کم سبزی و میوه بشود. آب میوه‌گیری آب را از فیبر جدا می‌کند. چرخ گوشت‌هااز مکانیسم خرد کردن آهسته استفاده می‌کنند. آب‌میوه‌گیری ارزانتر و سریع‌تری هم است که برای جداسازی از نیروی گریز از مرکز استفاده می‌کند. سرعت کندتر مرحلهٔ خرد شدن از سبزیجات در برابر اکسیداسیون و گرمای حاصل از اصطکاک حفاظت می‌کند چون که آن‌ها موجب کاهش ارزش غذایی مواد خرد شده می‌شوند. طرفداران چرخ گوشت‌ها اغلب به حفظ آنزیم استناد می‌کنند، گرچه حفظ آنزیم در موارد خاص و به ندرت اتفاق می‌افتد و ادعاها توسط پژوهش‌های آکادمیک تأیید نشده‌است. گرفتن آب جوانه‌های ظریف گندم به مرحله خرد کردن نیاز دارد.

## انواع

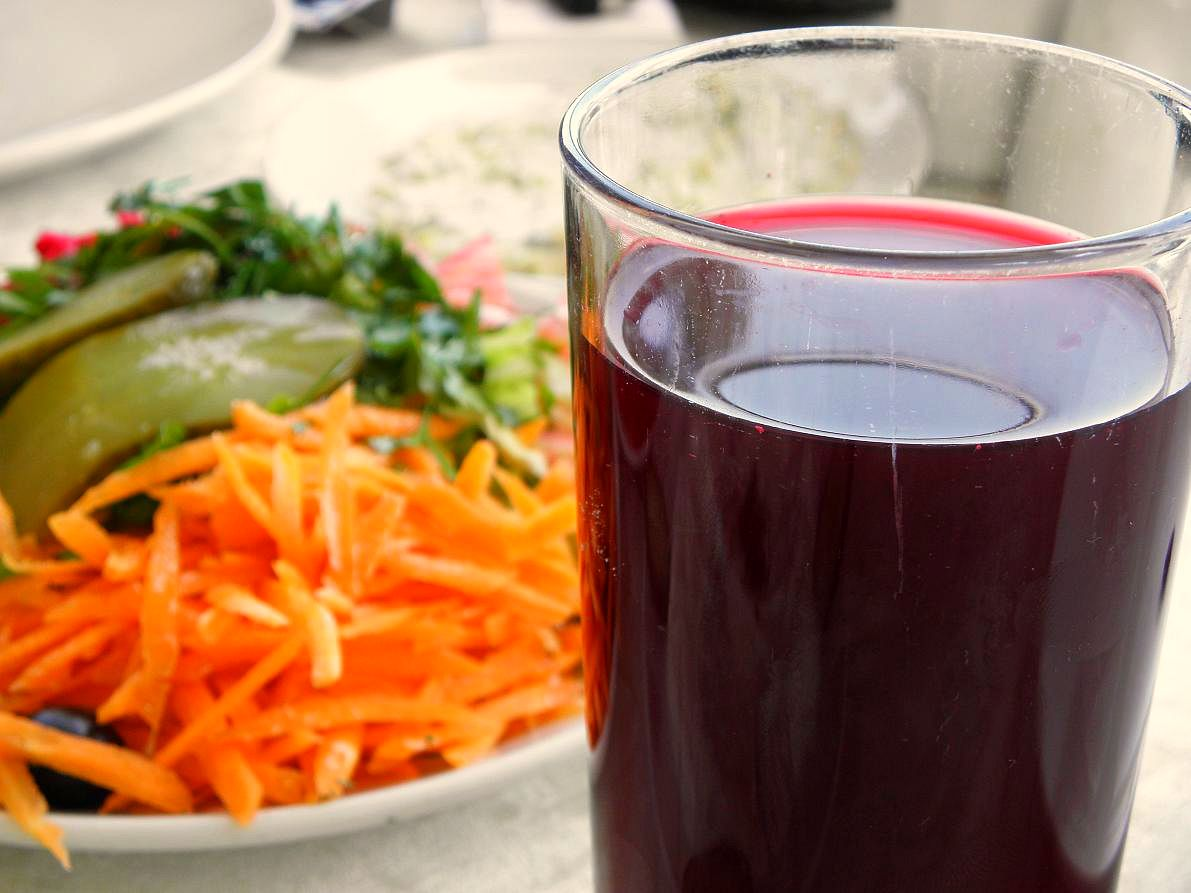
یک لیوان آب شلغم

نوشیدنی‌های تجاری معمولاً با ترکیب چند نوع مختلف هویج، چغندر، کدو تنبل و گوجه‌فرنگی درست می‌شود. گرچه دو تای آخری از نظر علمی سبزی محسوب نمی‌شوند، ولی برای طعم دادن افزوده می‌شوند. دیگر سبزیجاتی که اب آن‌ها گرفته می‌شوند عبارتند از:جعفری ،قاصدک، کلم کالی، کرفس وخیار. ممکن است عده‌ای هم با اهداف درمانی و پزشکی به آن لیمو، سیر و زنجبیل اضافه کنند.
آب سبزیجات دیگر عبارتند از: آب هویج، آب گوجه فرنگی و آب شلغم

## ارزش غذایی
به‌طور کلی، مصرف آب سبزیجات به عنوان مکمل سبزیجات و نه جایگزین آن‌ها توصیه می‌شوند. بهر حال از نظر ارزش غذایی آب سبزیجات با خود آن‌ها رقابت می‌کنند. براساس گفته وزارت کشاورزی ایالات متحده آمریکا ۳/۴ فنجان آب خالص سبزیجات از نظر ارزش غذایی با یک وعده سبزیجات مساوی است. این مطلب در پژوهشی در سال ۲۰۱۶ تأیید شد، این پژوهش مشخص کرد آب سبزیجات با کاهش ریسک بیماری قلبی-عروقی و سرطان همان منافع سبزیجات را برای بدن دارد. گرچه نویسندگان اشاره کردند: «کمبود اطلاعات در مورد بشر و یافته‌های متناقض سرانجام نتیجه‌گیری را مختل کرده است.» پژوهش دیگری مشخص کرده‌است که نوشیدن آب سبزیجات ریسک بیماری آلزایمر را تا ۷۶٪ کاهش می‌دهد.
به‌هرحال، موسسه غذایی بریتانیا معتقد است گرچه آب سبزیجات یک وعده غذایی محسوب می‌شود، حتی اگر زیاد هم نوشیده شود تنها آن را می‌توان یک وعده غذایی حساب کرد. بعلاوه یک پژوهش صورت گرفته توسط ژاپنی‌ها در سال ۲۰۰۷ نشان داد، گرچه آب سبزیجات ارزش غذایی دارد، ولی به عنوان جایگزینی برای مصرف سبزیجات کافی نیستند.
بسیاری از آب سبزیجات مشهور، به ویژه آن‌هایی که محتوی گوجه‌فرنگی‌شان زیاد است، میزان سدیم بالایی دارند، بنابراین مصرف آن‌ها برای سلامت بدن باید به‌دقت مورد توجه قرا گیرد. بعضی از سبزیجات مثل چغندرنیز میزان قند بالایی دارند، پس زمان افزودن آن‌ها به آب سبزیجات باید مواظب بود.
گرچه ارزش غذایی واقعی آب سبزیجات مورد مناقشه است،پژوهش جدیدی در دانشگاه دیویس مشخص کرد که نوشیدن روزانه آب سبزیجات به‌طور قابل توجهی شانس افراد را برای بدست آوردن میزان توصیه شده وعده مصرف سبزیجات افزایش می‌دهد. بدست آوردن آسان مواد غذایی از این طریق افراد را تشویق کرد که سبزیجات زیادی را به نوشیدنی خود اضافه بکنند.بچه‌هایی که از خوردن سبزیجات خودداری می‌کنند،ممکن است آب سبزیجاتی را که با آب میوه مخلوط شده‌است جانشین خوش‌طعمی برای سبزیجات بدانند.